# Кошолна
Кошолна (слч. Košolná) насељено је мјесто са административним статусом сеоске општине (слч. obec) у округу Трнава, у Трнавском крају, Словачка Република.

## Становништво
| Година:    | 1994. | 2004.   | 2014.    | 2024.   |
| ---------- | ----- | ------- | -------- | ------- |
| Број људи: | 633   | 680     | 781      | 854     |
| Разлика:   |       | +7,42 % | +14,85 % | +9,34 % |

| Година:    | 2023. | 2024.   |
| ---------- | ----- | ------- |
| Број људи: | 857   | 854     |
| Разлика:   |       | -0,35 % |

Према подацима о броју становника из 2024. године насеље је имало 854 становника.